# Затянувшаяся расплата (фильм, 1973)
«Затянувшаяся расплата» (хинди ज़ंजीर, Zanjeer, в переводе «Браслет») — индийский художественный фильм режиссёра Пракаша Мехры. Премьера фильма в Индии состоялась 11 мая 1973 года, в СССР впервые вышел во всесоюзном прокате в 1980 году. Фильм снискал популярность, в том числе, и у советских зрителей — по данным кинокритика Сергея Кудрявцева, в СССР его посмотрело 37,3 млн зрителей при тираже 841 копия. Среди индийских фильмов «Затянувшаяся расплата» занимает 17-е место в СССР по кассовым сборам, а среди зарубежных фильмов вообще — 68-е место.

## Сюжет
Главный герой фильма, полицейский Виджай Кханна, олицетворяет собой образ «сердитого молодого человека», самостоятельно противостоящего злу.
Индия 50-х годов. Некий человек по имени Ранджит, работающий на мафию, решает «завязать» и объявляет об этом своему «боссу». Последний, боясь того, что Ранджит, который «слишком много знает», сболтнёт лишнего, подсылает к нему домой своего подручного и тот убивает Ранджита и его жену. Их сын Виджай спасся, спрятавшись в это время в шкаф. Его усыновляет и берёт на воспитание в свою семью инспектор полиции.
Проходит около 20 лет. Маленький мальчик Виджай превратился в бесстрашного инспектора полиции и противостоит мафиозной организации во главе с господином Теджой — человеком богатым и влиятельным. В ходе этой тяжёлой борьбы Виджая увольняют из полиции по ложному обвинению и даже сажают в тюрьму на полгода. Но в конце концов он добивается своего — зло будет наказано. В этой борьбе Виджаю помогают его верный друг Шерхан и подруга Мала. В финале фильма выяснится также, что именно господин Теджа — убийца родителей Виджая…

## В ролях
| Актёр                                   | Роль                                          |
| --------------------------------------- | --------------------------------------------- |
| Амитабх Баччан (дубл. Вадим Спиридонов) | Виджай Кханна, инспектор полиции              |
| Джайя Баччан (дубл. Ольга Громова)      | Мала                                          |
| Пран (дубл. Даниил Нетребин)            | Шерхан, друг Виджая                           |
| Аджит (дубл. Олег Мокшанцев)            | Теджа, глава мафии                            |
| Ифтекар (дубл. Олег Голубицкий)         | Сингх, комиссар полиции, начальник Виджая     |
| Ом Пракаш                               | Де Сильва, старик с бутылкой                  |
| Бинду                                   | Мона, помощница Теджи                         |
| Рандхир                                 | Ашок, ростовщик                               |
| М. Раджан                               | Ранджит, отец Виджая                          |
| Пурнима                                 | Сумитра, мать Виджая                          |
| Юнус Парвез                             | Ридхан, офицер полиции                        |
| Кешто Мукерджи                          | Гангу                                         |
| Нандита Такур                           | Шанти                                         |
| Д. К. Сапру                             | Патил                                         |
| Рам Мохан                               | Кабир                                         |
| Гога Капур                              | Гога                                          |
| Сатиендра Капур                         | инспектор полиции, приёмный отец Виджая       |
| Ашалата                                 | жена инспектора полиции, приёмная мать Виджая |
| Рам Сетхи                               | полицейский                                   |
| Гульшан Бавра                           | уличный певец                                 |
| Санджана                                | уличная танцовщица                            |
| Амрит Пал                               | подручный Теджи                               |
| Бхушан Тивари                           | контрабандист, подручный Теджи                |
| Джавед Хан                              | контрабандист, подручный Теджи                |
| Ранвир Радж                             | контрабандист, подручный Теджи                |
| Крисхан Дхаван                          | контрабандист, подручный Теджи                |
| Мак Мохан                               | эпизод                                        |

## Съёмочная группа
- Режиссёр: Пракаш Мехра[англ.]
- Автор сценария: Салим-Джавед[англ.]
- Продюсер: Пракаш Мехра, Babboo Mehra
- Продюсерская компания: Prakash Mehra Productions
- Редактор: Рамчандра Махадик
- Художник: Дж. Дж. Бхенде
- Оператор: Н. Сатьен[англ.]
- Трюки: Рави Кханна, Вирендра Кумар
- Костюмы и реквизит: Васант Махаджан, Шанкар Джадхав
- Хореография: Сатьянараянан
- Композитор: Кальянджи Ананджи[англ.]
- Автор слов песен: Гульшан Бавра[англ.]
- Исполнители песен: Аша Бхосле, Лата Мангешкар, Манна Дей, Мохаммед Рафи

## Производство
На написание сценария авторов вдохновил голливудский блокбастер «Смерть верхом на лошади».
Сначала Салим-Джавед предложили его актёру Дхармендре, но тот предпочел другой фильм. Ещё одним приглашенным был Дев Ананд, но с ним не сошлись в вопросе, связанном с исполнением песен. Радж Кумар и Раджеш Кханна также отказались. Тогда, выбранный на роль Шерхана, Пран предложил Амитабха Баччана, чьи предыдущие фильмы не пользовались особым успехом.
Первым выбором на роль Малы была актриса Мумтаз, но вскоре её заменила Джая Бхадури.

## Саундтрек
Все тексты написаны Гульшаном Бавра, вся музыка написана Кальянджи-Ананджи.
| №  | Название                       | Исполнители                   | Длительность |
| -- | ------------------------------ | ----------------------------- | ------------ |
| 1. | «Bana Ke Kyon Bigada Re»       | Лата Мангешкар                | 3:25         |
| 2. | «Chakku Chhuriyan Tej Kara Lo» | Аша Бхосле                    | 3:45         |
| 3. | «Deewane Hai Deewanon Ko»      | Мохаммед Рафи, Лата Мангешкар | 4:35         |
| 4. | «Dil Jalon Ka Dil Jala Ke»     | Аша Бхосле                    | 3:55         |
| 5. | «Yari Hai Imaan Mera»          | Манна Дей                     | 6:20         |

## Награды и номинации
Filmfare Awards:
- Лучший сюжет — Салим[англ.]-Джавед[9]
- Лучший сценарий — Салим-Джавед[10]
- Лучшие слова к песне — Гульшан Бавра[англ.] за песню «Yari Hai Imaan Mera»[11]
- Лучший монтаж — Рамчандра Махадик[12]
- Номинация за лучший фильм
- Номинация за лучшую мужскую роль — Амитабх Баччан
- Номинация за лучшую мужскую роль второго плана — Пран
- Номинация за лучшую музыку к песне — Кальянджи[англ.]-Ананджи[англ.]
- Номинация за лучшее мужское исполнение песен — Манна Дей за песню «Yari Hai Imaan Mera»

## Влияние
Две полицейские собаки породы лабрадор-ретривер были названы Занджир в честь фильма. Наиболее известная из них жила в Бомбее, а другая в Калькутте.

## Ремейки
| Год  | Фильм                        | Язык       | В ролях                                     | Режиссёр          | Кассовые сборы |
| ---- | ---------------------------- | ---------- | ------------------------------------------- | ----------------- | -------------- |
| 1974 | Nippulanti Manishi (англ.)   | телугу     | Н. Т. Рама Рао, Кайкала Сатьянараяна, Латха | С. Д. Лал         | Суперхит       |
| 1974 | Sirithu Vazha Vendum (англ.) | тамильский | М. Г. Рамачандран, Латха                    | С. С. Балан       |                |
| 1980 | Naayattu                     | малаялам   | Джаджан, Прем Назир                         | Шрикумаран Тхампи | Суперхит       |
| 2013 | Затянувшаяся расплата        | хинди      | Рам Чаран Теджа, Приянка Чопра              | Апурва Лакхия     | Провал         |
| 2013 | Toofan (англ.)               | телугу     | Рам Чаран Теджа, Приянка Чопра              | Апурва Лакхия     | Провал         |

Фильм были переснят на других языках: «Nippulanti Manishi» на телугу, «Sirithu Vazha Vendum» на тамильском, «Naayattu» на малаялам, все три ремейка имели коммерческий успех.
В 2013 году был снят одноимённый ремейк на двух языках (хинди и телугу) и был выпущен 6 сентября 2013 года. Этот фильм стал первым болливудским фильмом для телугуязычного актёра Рама Чарана Теджи, и телугуязычным дебютом для Приянки Чопры. Она заключила контракт на 90 миллионов индийских рупий, что делает её одной из самых высокооплачиваемых индийских актрис. В телугуязычной версии было два других актёра — Шрихари, заменившего Санджая Датта в роли Шерхана, и Таникелла Бхарани, заменившего Атула Кулкарни в роли Джайдева. Фильм в отличие от оригинала получил отрицательную оценку критиков и провалился в прокате.